# Saint-Sauveur-sur-École
Saint-Sauveur-sur-École ist eine französische Gemeinde mit 1.120 Einwohnern (Stand: 1. Januar 2022) im Département Seine-et-Marne in der Region Île-de-France. Sie gehört zum Arrondissement Fontainebleau und zum Kanton Fontainebleau (bis 2015: Kanton Perthes).
Die Einwohner werden Saint-Salvatoriens genannt.

## Geographie
Saint-Sauveur-sur-École liegt im Regionalen Naturpark Gâtinais français, etwa 43 Kilometer südsüdöstlich von Paris und etwa 15 Kilometer nordwestlich von Fontainebleau am École.

### Nachbargemeinden
Umgeben ist Saint-Sauveur-sur-École von Saint-Fargeau-Ponthierry und Pringy im Norden, Boissise-le-Roi im Osten, Perthes im Süden, Saint-Germain-sur-École und Soisy-sur-École im Südwesten sowie Nainville-les-Roches im Westen.

## Bevölkerungsentwicklung
| 1962                      | 1968 | 1975 | 1982 | 1990 | 1999 | 2006 | 2013 |
| ------------------------- | ---- | ---- | ---- | ---- | ---- | ---- | ---- |
| 331                       | 289  | 445  | 775  | 968  | 1048 | 1079 | 1109 |
| Quelle: Cassini und INSEE |      |      |      |      |      |      |      |

## Verkehr
Am Westrand der Gemeinde führt die Autoroute A6 entlang.

## Sehenswürdigkeiten
- Kirche Saint-Sauveur aus dem 13. Jahrhundert, Umbauten aus dem 17. Jahrhundert

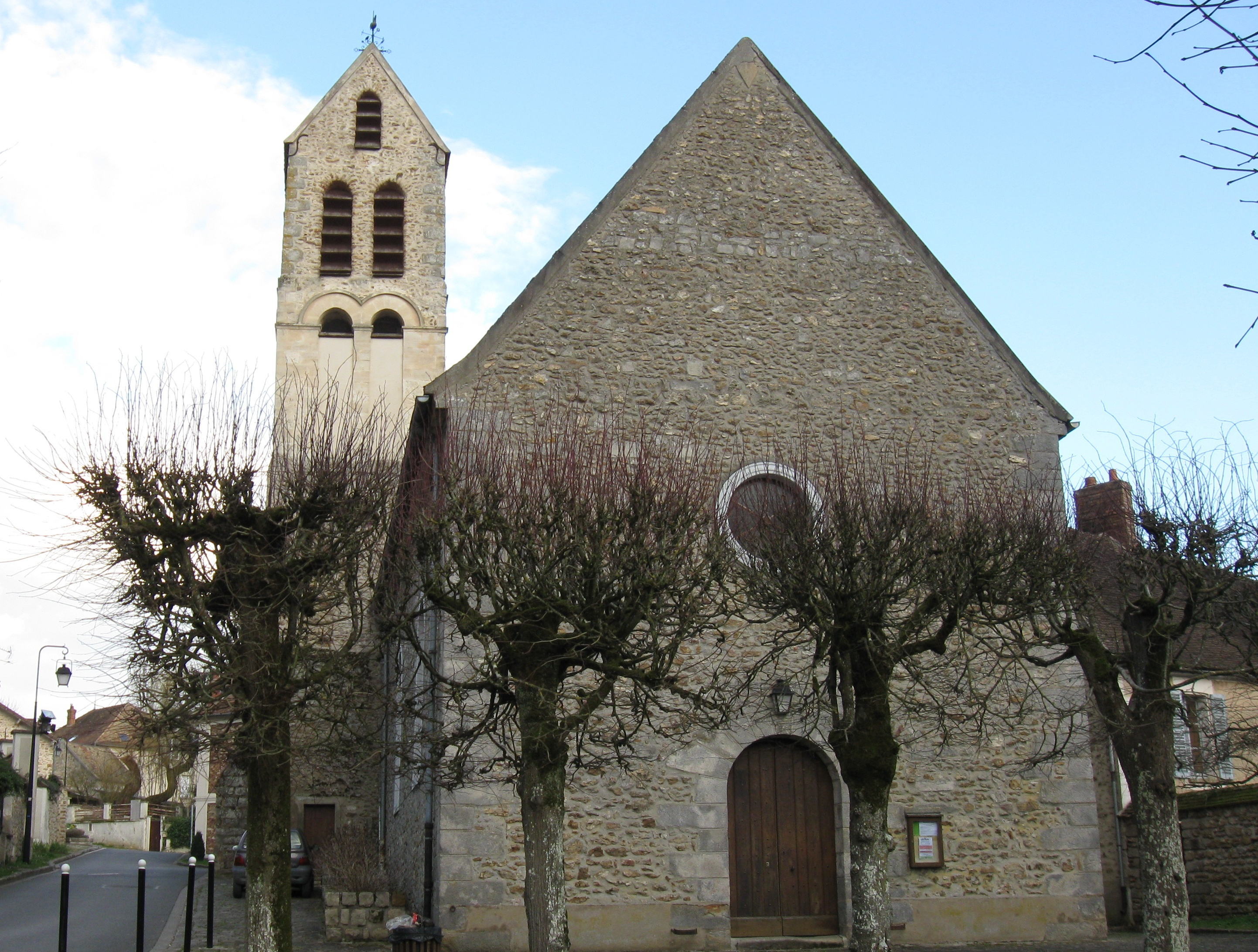
Kirche Saint-Sauveur

- Alte Wassermühle von La Fosse

## Persönlichkeiten
- Marcel Arland (1899–1986), Essayist und Literaturkritiker